# Amtsgericht Senftenberg

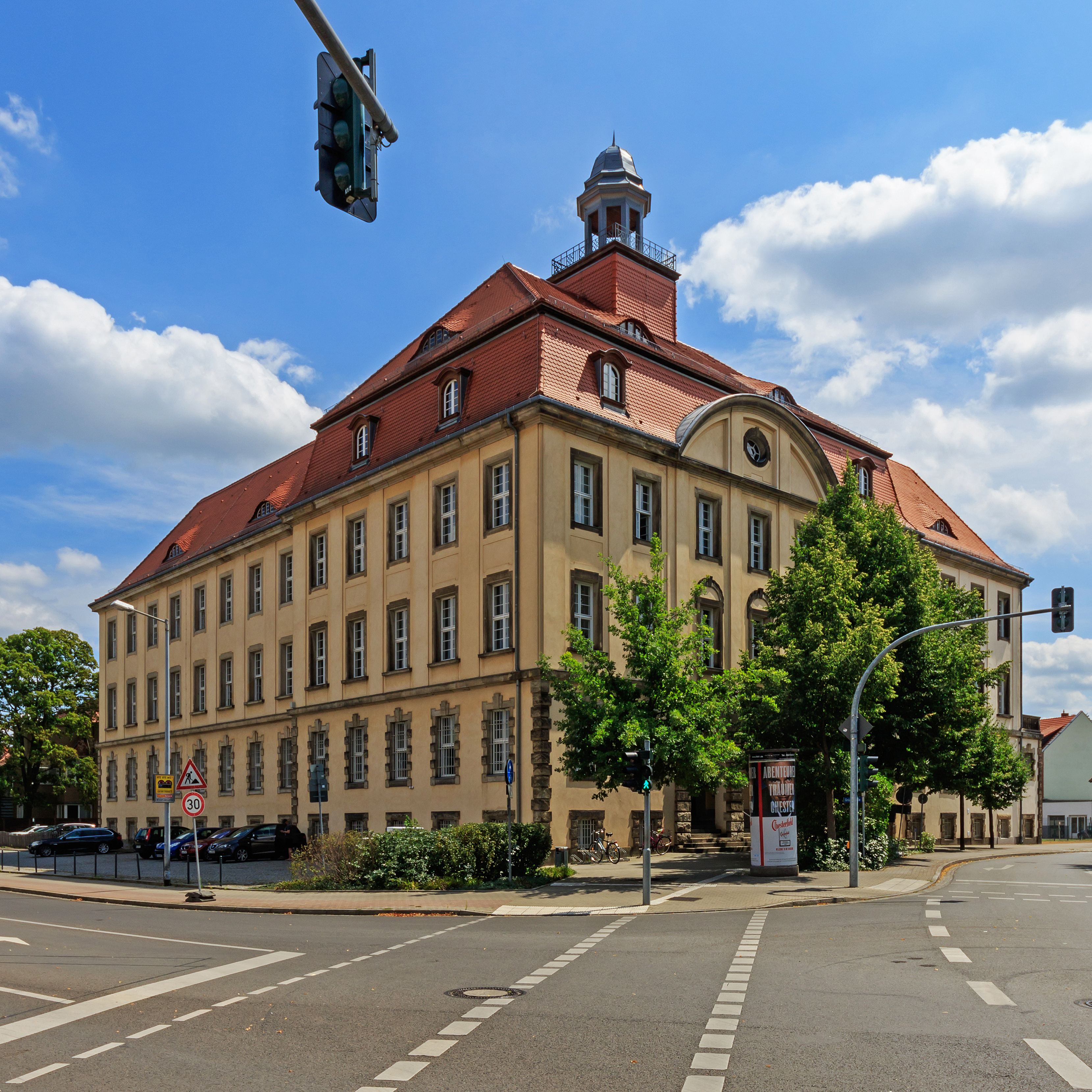
Amtsgericht Senftenberg

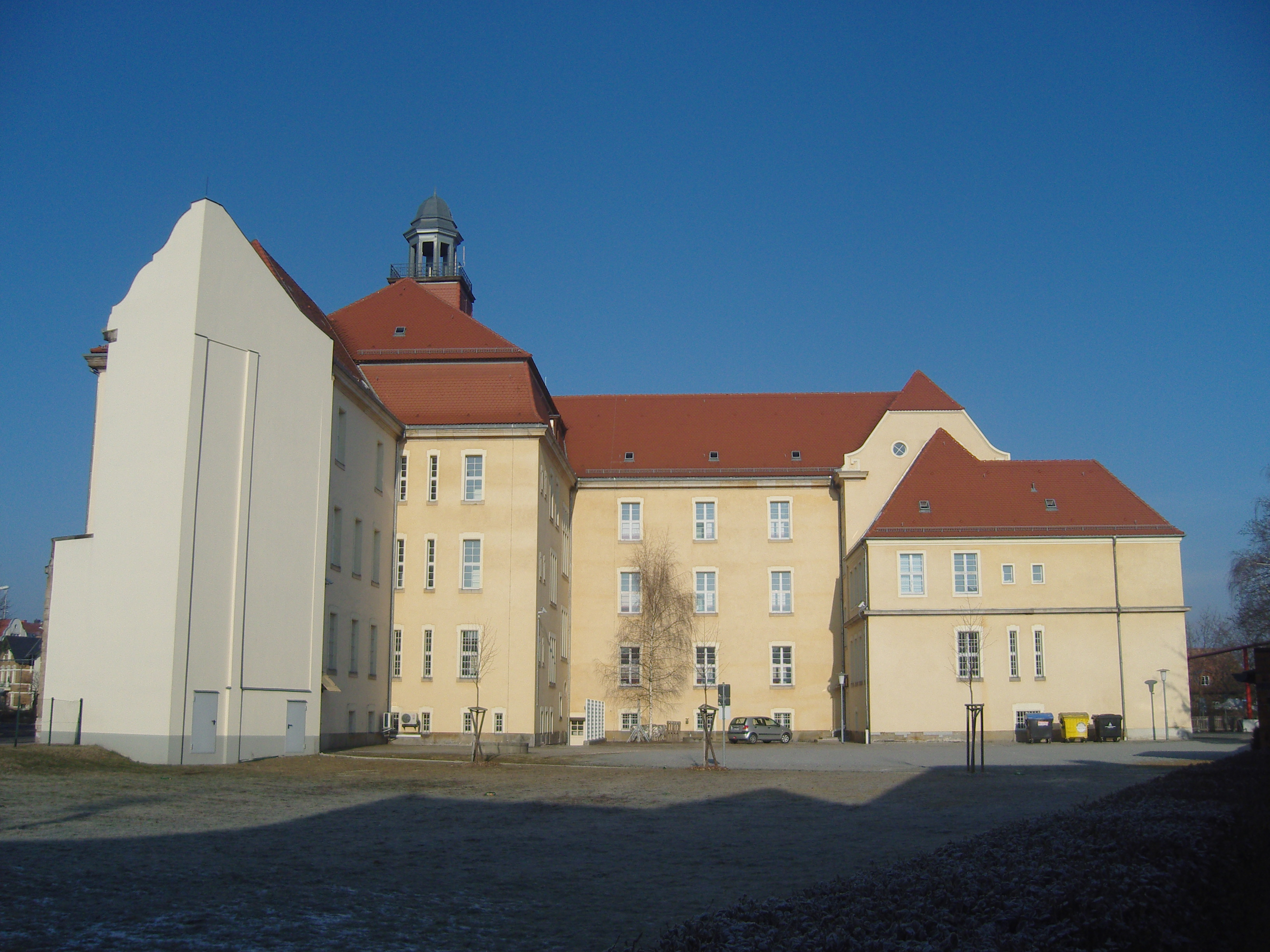
Seitensicht

Das Amtsgericht Senftenberg ist ein Gericht der ordentlichen Gerichtsbarkeit mit Sitz in Senftenberg. Es verhandelt, wie alle Amtsgerichte in Deutschland, Rechtsangelegenheiten in erster Instanz. Das Gebäude ist denkmalgeschützt.

## Gericht
Das Amtsgericht gehört zum Bezirk des Landgerichts Cottbus und des Oberlandesgerichts Brandenburg. Das Amtsgericht Senftenberg bearbeitet als Gericht erster Instanz Zivilprozesssachen, Familiensachen, Straf- und Bußgeldsachen sowie Zwangsvollstreckungssachen, Nachlassangelegenheiten, Betreuungs-, Vormundschafts-, Pflegschafts-, Grundbuch- und Hinterlegungssachen.
Sitz des Gerichts ist die Stadt Senftenberg. Gemäß Geschäftsverteilungsplan 2009 sind neun Richter am Amtsgericht tätig. Zusätzlich waren im Jahr 2010 fünf Gerichtsvollzieher beschäftigt.
Neben der Hauptstelle am Steindamm 8 existiert als Nebenstelle das Grundbuchamt in der Roßkaupe 10.

## Geschichte
Ab 1849 bestand das Kreisgericht Spremberg mit einer Zweigstelle („Gerichtskommission“) in Senftenberg. Übergeordnet war das Appellationsgericht Frankfurt a. d. Oder. Im Rahmen der Reichsjustizgesetze wurden diese Gerichte aufgehoben und reichsweit einheitlich Oberlandes-, Land- und Amtsgerichte gebildet.
Das königlich preußische Amtsgericht Senftenberg wurde mit Wirkung zum 1. Oktober 1879 als eines von zwölf Amtsgerichten im Bezirk des Landgerichtes Cottbus im Bezirk des Kammergerichtes gebildet. Der Sitz des Gerichts war die Stadt Senftenberg.
Sein Gerichtsbezirk umfasste aus dem Landkreis Calau die Stadtbezirke Drebkau und Senftenberg sowie die Amtsbezirke Clettwitz, Drebkau, Grünhaus, Koschen, Laubst, Petershayn, Räschen, Saalhausen, Sedlitz, Senftenberg und Zschornegosda.
Am Gericht bestanden 1880 drei Richterstelle. Das Amtsgericht war damit ein mittelgroßes Amtsgericht im Landgerichtsbezirk. Gerichtstage wurden in Drebkau abgehalten (auch in Drebkau hatte sich vorher eine Gerichtskommission befunden).
Zum 1. Juli 1951 wurde das Amtsgericht Calau in eine Zweigstelle des Amtsgerichts Senftenberg umgewandelt.
1952 wurden in der DDR die Amtsgerichte abgeschafft und stattdessen Kreisgerichte gebildet. Senftenberg kam zum Kreis Senftenberg, zuständiges Gericht war damit das Kreisgericht Senftenberg im Bezirk des Bezirksgerichts Cottbus. Das Amtsgericht Senftenberg wurde aufgehoben.
Das Brandenburgische Gerichtsneuordnungsgesetz (BbgGerNeuOG) verkündet als Artikel 1 des Gesetzes zur Neuordnung der ordentlichen Gerichtsbarkeit und zur Ausführung des Gerichtsverfassungsgesetzes im Land Brandenburg vom 14. Juni 1993 (GVBl. I S. 198) verfügte zum 1. Dezember 1993 die Fortführung der bestehenden Kreisgerichte als Amtsgerichte, die Fortführung der Bezirksgerichte in Cottbus, Frankfurt (Oder) und Potsdam als Landgerichte und die Errichtung eines weiteren Landgerichts in Neuruppin. Damit entstand das Amtsgericht Senftenberg neu.

## Gebäude
Das Senftenberger Amtsgericht befand sich von 1874 bis 1910 im Senftenberger Schloss. Da aufgrund des Bevölkerungswachstums die Amtshandlungen zunahmen, errichtete die Stadtverwaltung für 500.000 Mark das neue Gebäude, das im Jahr 1910 bezogen wurde. Es ist ein neobarocker Putzbau mit Werksteinfaschen und Mansarddach, das von einem Türmchen bekrönt wird. Beherrschend ist der Eingang mit Mittelrisalit und Rundgiebel. Das Gebäude wurde 1995 renoviert.